# 34010 Tassiloschwarz
34010 Tassiloschwarz este o planetă minoră (asteroid), cu un diametru de 2,65 km, din centura de asteroizi. A fost descoperită pe 23 iulie 2000 la Experimental Test Site⁠(d) de Lincoln Near-Earth Asteroid Research. 
Obiectul prezintă o orbită caracterizată de o semiaxă mare de 2,3053136 UAi, o excentricitate de 0,16, o înclinație de 2,72803 ° în raport cu ecliptica.